# Thằn lằn ngón Hương Sơn
Thằn lằn ngón Hương Sơn (danh pháp: Cyrtodactylus huongsonensis) là một loài thằn lằn trong họ Gekkonidae. Loài này được Luu, Do & Ziegler mô tả khoa học đầu tiên năm 2011.